# Modèle Fama-French à trois facteurs
Le modèle Fama-French à trois facteurs est une explication empirique du rendement attendu d’un actif financier. 

## Modèle
La formule proposée pour décrire le rendement espéré est :
{\displaystyle E(R_{i})-R_{F}=b_{i}[E(R_{M})-R_{F}]+s_{i}E(SMB)+h_{i}E(HML)}
où {\displaystyle E(.)} est l’opérateur d’espérance mathématique (valeur attendue), {\displaystyle R_{F}} le taux d’intérêt sans risque, {\displaystyle b_{i},s_{i},h_{i}} des paramètres et:
{\displaystyle E(R_{M})-R_{F}=} rendement supplémentaire espéré lorsqu’on investit les actifs dans un portefeuille diversifié appelé portefeuille de marché
{\displaystyle E(SMB)=} différence entre le rendement espéré d’un portefeuille de titres à faible capitalisation et celui d’un portefeuille de titres à forte capitalisation
{\displaystyle E(HML)=} différence entre le rendement espéré d’un portefeuille de titres avec un fort rapport valeur comptable / valeur de marché et celui avec un faible rapport valeur comptable / valeur de marché
Les paramètres sont estimés en prenant la régression linéaire suivante:
{\displaystyle R_{i}-R_{F}=a_{i}+b_{i}[R_{M}-R_{F}]+s_{i}SMB+h_{i}HML}
Le modèle CAPM implique des valeurs nulles pour {\displaystyle a_{i},s_{i}} et {\displaystyle h_{i}}.
Le modèle de Fama et French est compatible avec le modèle d’évaluation par arbitrage (APT) qui dit que le rendement espéré d’un actif financier est une fonction linéaire de la sensibilité des facteurs de risque qui influencent ce titre. Il indique les trois facteurs à retenir.
Les estimations effectuées par Fama et French montrent que le modèle arrive à expliquer une grande partie (environ 90 %) de la variation du rendement mensuel des actions des bourses du NYSE, AMEX et NASDAQ.

## Anomalies
Les vérifications empiriques du modèle d’évaluation des actifs financiers (CAPM) trouvaient souvent des facteurs qui influençaient le rendement d’un titre et qui n’étaient pas expliqués par le modèle. On parlait alors d’anomalies. Le modèle de Fama et French considèrent trois de ces anomalies.
D'autres anomalies ont été découvertes, entre autres :
- la persistance de la rentabilité à court terme[4]. Carhart[5] propose d’ajouter une nouvelle variable (WML : différence entre les rendements des titres performants et ceux de titres perdants[6]). Ce modèle à quatre facteurs est aussi accueilli positivement par Fama et French[7]. Par contre, Asness, Moskowitz et Pedersen[8] remplacent l’effet de la grandeur (SMB) par cette nouvelle variable. Ils estiment même un modèle à six facteurs.

- « l’effet de balancier » où une faible rentabilité à long terme fait suite à une forte rentabilité ou vice versa[9].

## Critique
Les effets de la grandeur (SMB) et de la vulnérabilité économique ou détresse relative (HLM) de l’entreprise peuvent ne pas être des facteurs de risques spécifiques mais la réaction excessive des investisseurs.
Le classement des titres en différents groupes peut aussi être lié à des problèmes dans la formation des prix de certains titres.